# Direction générale de la Comptabilité publique
 (janvier 2025).

Logo du Trésor public, de 1994 à la création de la DGFiP.

La direction générale de la Comptabilité publique (DGCP) était une direction de l’Administration publique centrale française du ministère de l'économie et des finances, placée au XXe siècle sous l'autorité du ministre chargé des finances ou du ministre chargé du budget, et historiquement connue sous le nom de « Trésor public ». Si ses origines remontent à Philippe Auguste, le Trésor public moderne est né sous la houlette des surintendants des finances comme Colbert, puis a pris son essor lors de l'émergence de l'État bureaucratique moderne, essor impulsé en France par le comte Mollien, ministre du Trésor public sous le Premier Empire français. 
La DGCP a ensuite progressivement pris de l'importance en parallèle de l'État ; au XXe siècle ses services déconcentrés, dénommés « réseau du Trésor public » ou « réseau des comptables du Trésor », formaient un maillage territorial très dense. Elle a été regroupée en avril 2008 avec la direction générale des Impôts (DGI), pour former la direction générale des Finances publiques (DGFiP).

## Historique
L'Ancien Régime ne pratique pas la centralisation comptable : recettes et dépenses de l'État peuvent être confiées à des gestionnaires privés. Toutefois, le « trésorier de France » est institué au XIIIe siècle afin de réaliser l’administration des finances royales. À la fin du Moyen Âge, on compte quatre trésoriers de France et quatre généraux des finances qui assument collectivement la gestion des finances de la royauté sous le nom de « Messieurs des finances ».
Le Trésor de l'Épargne, nouvelle caisse centrale de la monarchie, est créé en 1523 et constitue l’ancêtre de la direction générale de la Comptabilité publique. En 1664, le surintendant des finances Colbert renomme l'office de trésorier de l'Épargne sous le nom de Trésor royal.
Ce Trésor royal va devenir la « direction générale du Trésor public » avec la Révolution et recevoir mission de gérer le produit des contributions ordinaires. Ainsi, l'Assemblée nationale créé le « comité de trésorerie » par décret du 4 septembre 1790, puis, par décret de mars 1791, un « bureau central de la comptabilité », placé sous l'autorité de ce comité de trésorerie. Ces éléments deviennent la direction générale du trésor avec la loi du 21 janvier 1800, puis le « ministère du Trésor public » avec l'arrêté du 27 septembre 1801. En application du principe de la séparation ordonnateur-comptable, ce ministère sera indépendant du ministère des Finances (les deux ministères sont cependant rassemblées plus tard, par l'ordonnance du 13 mai 1814). À l’intérieur de ce ministère, sont prévus cinq services : le recouvrement des impôts directs, la gestion de la dette, la gestion des créances, la comptabilité et le mouvement général des fonds. Ce ministère est chargé d’encaisser les recettes et d'assurer le mouvement des fonds et les paiements. Pour accompagner l'émergence de l'État bureaucratique moderne, le comte Mollien, Ministre du Trésor public, crée, par le décret du 16 juillet 1806, la Caisse de service, afin de centraliser le recouvrement des recettes budgétaires assuré par les receveurs généraux et d’en réduire les délais. Le comte Mollien introduit une véritable comptabilité, dédoublée ordonnateur-comptable en partie, au début de l'année 1808.
Au sein de ce ministère, la « division de la comptabilité générale des finances » (DGCP) est créée fin 1814 ; son rôle est précisé par l’ordonnance du 6 février 1828 : contrôle des comptables publics et des écritures comptables de tous les services administratifs, synthèse du budget de l’État et des finances publiques, rédaction de la loi de règlement. Elle constitue l'ancêtre direct de la direction générale de la comptabilité publique. 
Le « Règlement général sur la comptabilité publique » apparaît : une première version est créé par l’ordonnance du 31 mai 1838, par réunion des lois, ordonnances et règlements existants, puis une deuxième version est réalisée avec le décret du 31 mai 1862. 
La division de la comptabilité générale des finances est renommée en direction générale de la comptabilité publique (DGCP) en mai 1863. La fonction de trésorier-payeur général apparaît dans le réseau (les « services extérieurs »), par la fusion dans chaque département des fonctions de receveur général des finances (recettes) et de payeur (dépenses) en novembre 1865.
Les fonctions de la direction n'évoluent pas jusqu’à la Première Guerre mondiale. En octobre 1919, la DGCP perd ses attributions budgétaires : avec la pérennisation de l'accroissement de la taille de l'État, et alors qu'il y a urgence à redresser des finances publiques fortement déséquilibrées et à contrôler plus strictement les opérations budgétaires (engagement et réalisation de la dépense), la direction du budget et du contrôle financier est créée par la loi du 21 octobre 1919 et le décret du 7 novembre 1919 en extrayant les bureaux concernés de la DGCP, qui est alors recentrée sur ses fonctions de comptabilité publique et devient la direction de la comptabilité publique (DCP),. En parallèle, le recouvrement de nouveaux impôts (en particulier l'impôt sur le revenu, qui est entrée en vigueur en 1916) créés à l'occasion de la Première Guerre mondiale nécessite en parallèle l'accroissement des services précurseurs de la Direction générale des Impôts (DGI), qui ne sont pas intégrées à la direction de la comptabilité publique, cette dernière étant dès lors recentrée sur la gestion du réseau comptable. La DCP améliore progressivement les techniques comptables entre 1923 et la Seconde Guerre mondiale (début de la mécanisation des activités répétitives...).
En 1940, la DCP est fusionnée avec la direction du mouvement général des fonds (DMGF) pour former la direction du trésor, puis elle redevient autonome en 1943 sous le même nom de direction de la comptabilité publique.
Les processus de la DCP s’informatisent progressivement à partir des années 1960. Le télétraitement commence à partir des années 1970, et l'informatisation du recouvrement de l’impôt au début des années 1980. En parallèle, le rôle des trésoriers-payeurs généraux s'accroit avec la déconcentration, la décentralisation, le décret du 14 mars 1964, qui prévoit que le préfet de région doit consulter pour avis les TPG avant toute décision relative aux programmes d’action régionale et d’aménagement du territoire, et le décret du 13 novembre 1970 qui leur confie le contrôle des dépenses de l’État au niveau local. Au début des années 1980, la nouvelle vague de décentralisation amène de nouvelles compétences au réseau comptable, comme celui de conseiller les collectivités locales. La DCP absorbe en 1973 la sous-direction des emprunts de l’État, issue de l’ancienne direction de la Dette publique. La direction de la comptabilité publique redevient direction générale de la comptabilité publique avec le décret no 98-977 du 2 novembre 1998.
La DGCP est fusionnée avec la Direction générale des Impôts (DGI) en avril 2008 pour former la direction générale des Finances publiques (DGFiP). Dans ce cadre, les deux fonctions d'ordonnancement (établissement, contrôle et liquidation de l'impôt, réalisées par la DGI) et de recouvrement (réalisé par la DGCP pour les impôts directs), historiquement séparées dans la comptabilité publique française, sont regroupées au sein de la DGFiP ; dans le cadre de la modernisation de l'administration fiscale, une re-délimitation des compétences avait déjà eu lieu entre les deux directions : le recouvrement des impôts professionnels avait été transféré à la DGI (à l'exception de la TP) et le service du Domaine avait été transféré à la DGCP.

## Les missions de la DGCP
Au moment de sa fusion avec la DGI, la direction générale de la Comptabilité publique assurait :
- le recouvrement d'une partie des recettes publiques, notamment fiscales :
  - impôt sur le revenu
  - taxe foncière
  - taxe d'habitation
  - taxe professionnelle
  - amendes
  - recettes locales diverses (régies : cantines scolaires, piscines, etc)
- le paiement des dépenses publiques ;
- la tenue de la comptabilité de l'État et du secteur public local ;
- le conseil financier auprès des collectivités territoriales ;
- la gestion de certains fonds déposés auprès de lui, en sa qualité de préposé de la Caisse des dépôts et consignations ;
- la gestion du domaine (gestion de la propriété foncière de l'État), depuis le 1er janvier 2007.

## Liste des directeurs de la Comptabilité publique
| - Nicolas Bronner : 1814 - Charles d'Audiffret : 1814-1829 - Jean-Baptiste Rodier : 1829-1852 - Delépine : 1852-1864 - Frédéric de Roussy : 1864-1882 - Charles Couder : 1882-1887 - Léon Louis Chevrey-Rameau : 1887-1888 - Armand Lanjalley : 1888-1893 - Georges Auguste Joseph de Liron d'Airoles : 1893-1895 - Gustave Vuarnier : 1895 - Charles Laurent : 1895-1898 - Joseph Albert Chaperon : 1898-1899 - Charles Laurent : 1899-1907 - Georges Privat-Deschanel : 1907-1912 - Maurice Bloch : 1912-1913 - Georges Privat-Deschanel : 1913-1919 - Jules Regard : 1919-1920 - Pierre Dartiguenave : 1920 - Georges Jouasset : 1920-1921 | - Jules Guiraud : 1921-1923 - Jean Tannery : 1923-1925 - Roger Guerin : 1925-1930 - Louis Reynaud : 1930-1934 - Jean-Jacques Bizot : 1934-1935 - Jacques Brunet : 1935-1940 - Pierre Henri Allix : 1943-1949 - Gilbert Devaux : 1949-1956 - Martial Simon : 1956-1967 - Jean Serisé : 1967-1968 - Jean Farge : 1968-1978 - Michel Prada : 1978-1986 - René Barberye : 1986-1992 - Alain Deniel : 1992-1994 - Pierre-Mathieu Duhamel : 1994-1995 - Michel Gonnet : 1995-1998 - Jean Bassères : 1998-2005 - Dominique Lamiot : 2005-2008 |